# 烏德勒支聖馬丁主教座堂塔樓
烏德勒支聖馬丁主教座堂塔樓（Domtoren），位於荷蘭烏德勒支，是荷蘭最高的教堂塔樓，高度達到112.5米（367英尺） ，塔樓為哥德式建築風格，也是這座城市的象徵之一。塔樓是烏特勒支大教堂的一部分，於1321至1382之間完工，埃諾的約翰負責設計 。由於缺少資金，聖馬丁主教座堂沒有完全建成。未完成的教堂中殿於1674年倒塌後，聖馬丁主教座堂塔樓成為獨立塔樓。
塔樓附近也是烏得勒支發跡（大約2000年前）的所在地。

## 建築
烏德勒支聖馬丁主教座堂塔樓是在14世紀歐洲最大的塔樓之一，目的是展示烏得勒支的教會力量。海爾特·格魯特以抗議建築這種巨型建築來滿足虛榮心，認為塔樓太高，過於昂貴，而且幾乎缺乏美感 。
烏德勒支聖馬丁主教座堂塔樓由兩個方形結構組成，最上層則是比較輕的燈籠結構物。其中最引人注目的特點是扶壁。塔樓特殊的形狀與建築對荷蘭產生很大的影響，許多其他的塔樓紛紛仿效，包括格羅寧根的马提尼塔。塔樓於1382年完工，高度達到109米。塔樓在1910年修復完成後高度達到到現在112.5米。
塔樓是一個多功能的建築，除了鐘樓以外，一樓也包含一個烏得勒支主教私人小教堂。塔樓也被充當瞭望塔，衛兵可以部屬在二樓。

## 鐘
塔樓有14撞鐘，重達32,000公斤。1505年，Geert van Wou創造由13個鐘構成的和諧鐘聲。七個最小的鐘在1664年出售，之後於1982年被重鑄。最大的鐘：薩爾瓦托重8,200公斤，直徑227厘米。連同第十四鐘，這些鐘形成現存規模最大的中世紀鐘聲組合。
1625年，雅各布·凡·艾克成為烏德勒支聖馬丁主教座堂鐘琴操作家。1664年，一個新的鐘琴安裝在教堂中。

## 破壞
教堂的中殿是從來沒有完全完成，1674年龍捲風摧毀教堂一部分，但是這座鐘塔當時完好無缺。
教堂和鐘塔從未被重新連接，中間被街道及廣場所隔開。在2004年夏天，人們建造一個模擬中殿以紀念教堂原先崩毀的部分。
1836年，塔樓的頂樓遭到風暴嚴重損壞。當時教會認真考慮拆除塔樓，但是隨後鐘塔還是復原完成，總共歷時五年。

## 旅遊
塔樓內部設有遊客中心，並販售各種紀念品 ，並舉辦許多活動，包括定期導遊攀登到教堂塔頂。在晴朗的日子，遊客可以看到阿姆斯特丹和鹿特丹。售票處坐落在塔樓下的廣場，也可以舉行婚禮。

## 廣播
塔樓電台也是一個廣播站，位於烏德勒支聖馬丁主教座堂塔樓中。電台從1999年6月4日至1999年10月3日之間播放。
塔樓廣播為調頻102.3兆赫，也是2000年全景展覽的一部分，由烏得勒支中央博物館管理。

## 計畫
直到最近，烏得勒支評估建築的不成文的規定是不可超過塔樓高度。此項限制似乎影響烏得勒支西部發展城郊地區，高度262米的摩天大樓已進入評估建設階段，將挑戰這個悠久的傳統。由於經濟危機，這項計畫已被取消。

## 外部連結
- Utrechts Klokkenluiders Gilde （页面存档备份，存于）
- Utrechtse Klokkenspel Vereniging （页面存档备份，存于）
- Webcam Live Domtoren Utrecht
- How the tower was built (Dutch, but with useful illustrations)